# Diesel (parfums)
Pour les articles homonymes, voir Diesel.
Diesel est une marque de produits cosmétiques accordée sous licence par l'entreprise de fabrication de vêtements Diesel au groupe L'Oréal depuis 2006.

## Historique
Le 16 janvier 2006, le groupe L'Oréal annonce la signature d'un contrat de licence avec la société Diesel pour la création d'une ligne de parfums.
De 1999 à 2004, Diesel avait déjà développée une ligne de parfums en partenariat avec la marque Marbert (appartenant à la société italienne Italian Perform, filiale du groupe BBP Cosmetics Spa).

## Parfums
Auparavant :
- 1996 : Diesel (mixte)
- 1997 :
  - Plus Plus Feminine (féminin)
  - Plus Plus Masculine (masculin)

Sous la licence gérée par la marque Marbert :
- 2000 :
  - Zero Plus Feminine (féminin)
  - Zero Plus Masculine (masculin)
- 2003 :
  - Green Féminine (féminin)
  - Green Masculine (masculin)
  - Green Féminine Special Edition (féminin)
  - Green Masculine Special Edition (masculin)
- 2004 :
  - Plus Plus Féminine (féminin)
  - Plus Plus Masculine (masculin)

Sous la licence gérée par le groupe L'Oréal :
- 2007 :
  - Fuel For Life Women (féminin)
  - Fuel For Life Men (masculin)
- 2008 :
  - Fuel For Life Women Cologne (féminin)
  - Fuel For Life Unlimited (féminin)
  - Fuel For Life Men Cologne (masculin)
- 2009 :
  - Fuel For Life Summer For Women (féminin)
  - Fuel For Life Summer For Men (masculin)
  - Only The Brave (masculin)
- 2010 :
  - Fuel For Life Summer For Women 2010 (féminin)
  - Fuel For Life Summer For Men 2010 (masculin)
- 2011 :
  - Loverdose (féminin)
  - Fuel For Life Denim Collection For Men (masculin)
- 2012 :
  - Fuel For Life L’Eau (masculin)
  - Only The Brave Tattoo (masculin)
- 2013 :
  - Loverdose Tattoo (féminin)
  - Fuel For Life Spirit (masculin)
- 2014 :
  - Loverdose Tattoo Eau de Toilette (féminin)
  - Only The Brave Wild (masculin)
- 2015 :
  -  Loverdose Red Kiss (féminin)

## Anecdotes
Le premier parfum de la gamme, Fuel For Life, partage les mêmes initiales que l'agence de communication chargée de sa promotion : FFL (du nom de ses fondateurs Frédéric Raillard, Farid Mokart et Christophe Lambert), devenue depuis Fred & Farid.